# Giovanni Sodano

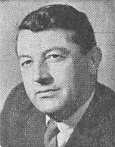
Giovanni Sodano, 1958

Giovanni Sodano (* 23. Dezember 1901 in Isola d’Asti, Piemont; † 15. Juni 1991 ebenda) war ein italienischer Landwirt und Politiker (Democrazia Cristiana) sowie Abgeordneter im italienischen Unterhaus.

## Leben
Giovanni Sodano schloss sich bereits in jungen Jahren der Katholischen Aktion an und beteiligte sich an den Aktivitäten der C. L. N. Alta Italia. Er war verheiratet mit Delfina Brignolo und hatte sechs Kinder, darunter den späteren Kurienkardinal Angelo Sodano.
Sodano war Landwirt und stellvertretender Bürgermeister und Stadtrat von Isola d’Asti, einem Vorort von Asti im norditalienischen Piemont. Er war einer der Gründer des landwirtschaftlichen Provinzverbandes der Coldiretti (italienisch Confederazione Nazionale Coltivatori Diretti) von Asti und war 27 Jahre lang ununterbrochen, von 1950 bis 1977, dessen Präsident. Später wurde er dann Mitglied des Nationalrats desselben Verbands.
Er war von 1948 bis 1963 Abgeordneter im italienischen Unterhaus (Camera dei deputati) in den drei Legislaturperioden 1948, 1953 und 1958 und war Mitglied der Ministerialkommission für Landwirtschaft sowie Mitglied in folgenden Gremien:
- 1948 bis 1953: Kommission für Land- und Forstwirtschaft und Lebensmittel
- 1953 bis 1954: Kommission für Verkehr, Nachrichtenwesen, Handelsmarine
- 1954 bis 1958: Ausschuss für Land- und Forstwirtschaft und Lebensmittel
- 1958 bis 1963: Ausschuss für Land- und Forstwirtschaft

Sein Name ist verbunden mit dem Engagement für die beiden großen Errungenschaften des ländlichen Raums: der allgemeinen und fachärztlichen Krankenhausversorgung der Landwirte mit dem Bonomi-Gesetz von 1954 und dem nationalen Solidaritätsfonds gegen widrige Witterungsverhältnisse von 1969.

## Ehrungen
Die Stadtverwaltung von Isola d’Asti hat die Straße Via Giovanni Sodano und einen Saal des Kongresszentrums nach ihm benannt.